# Pseudophilotes baton
Pseudophilotes baton é uma espécie de insetos lepidópteros, mais especificamente de borboletas pertencente à família Lycaenidae.
A autoridade científica da espécie é Bergsträsser, tendo sido descrita no ano de 1779.
Trata-se de uma espécie presente no território português.